# Cicinho
Cícero João de Cézare, mais conhecido como Cicinho (Pradópolis, 24 de junho de 1980), é um comentarista e ex-futebolista brasileiro que atuava como lateral-direito. Atualmente é comentarista da Band, no programa Jogo Aberto.

## Carreira

### Início
Cicinho foi revelado pelo Botafogo de Ribeirão Preto, em 1999. O lateral chegou ao Atlético Mineiro em 2001, sendo emprestado pelo Galo ao Botafogo, do Rio de Janeiro, onde atuou no ano de 2002, retornando ao Galo, para defender o clube de Belo Horizonte em 2003. Em sua passagem pelo Atlético, Cicinho chegou a ser um dos ídolos da torcida, pois suas boas atuações o credenciaram como substituto à altura de Mancini. Cicinho, porém, saiu do clube após uma série de desentendimentos judiciais sobre causas trabalhistas.

### São Paulo
No início de 2004, o jogador assinou contrato com o São Paulo. Em 2005, jogando pelo São Paulo, ganhou no mesmo ano o Campeonato Paulista, Copa Libertadores da América e o Mundial de Clubes da FIFA. 
Mesmo atuando por dois anos, se tornou um dos maiores ídolos da história do clube na posição, pelas excelentes partidas e boas atuações em jogos decisivos, como no clássico contra o Palmeiras pela Libertadores de 2005, quando marcou golaços nos jogos de ida e volta e na final do Mundial de Clubes, quando teve de marcar o poderoso ataque do Liverpool com Luís García, Kewell e Fernando Morientes. 

### Real Madrid
Após essas conquistas foi contratado pelo Real Madrid, em dezembro de 2005 e estreando em janeiro de 2006, clube pelo qual conquistou o Campeonato Espanhol, na temporada de 2006–07, apresentando boas exibições. Entretanto, com a chegada do técnico alemão Bernd Schuster no time de Madrid e, também, por conta de uma série de lesões, o jogador acabou não permanecendo nos planos da equipe espanhola para a temporada de 2007–08.

### Roma
Após sair do Real Madrid, em 22 de agosto de 2007, Cicinho acertou sua ida por 9 milhões de euros para a Roma.

#### Empréstimo ao São Paulo
Em 8 de fevereiro de 2010, o atleta acertou seu retorno ao futebol brasileiro, voltando a defender o São Paulo, por empréstimo junto à Roma, até 30 de junho de 2010.

#### Empréstimo ao Villarreal
Em 13 de janeiro de 2011, voltou a ser emprestado, desta vez para o Villarreal. Ao final da temporada 2010–11, retornou ao clube italiano para realizar a pré-temporada pela Roma.

### Sport Recife
Em 21 de junho de 2012 foi anunciado como reforço do Sport Recife para o Campeonato Brasileiro de 2012 com contrato de um ano. Em 02 de dezembro de 2012, depois de atribuir a queda do Sport à Série B a "uma vontade de Deus", Cicinho confirmou que continua no clube para a temporada de 2013. No dia 15 de maio de 2013 foi anunciada a saída de Cicinho do Sport, pois o jogador e o clube não chegaram a um acordo para a renovação de contrato.

### Sivasspor
A pedido do atual treinador do Sivasspor, Roberto Carlos, Cicinho assinou contrato com o time turco por duas temporadas. Em grande fase na Turquia, Cicinho, em abril de 2014, renovou com o Sivasspor por mais dois anos. Segundo o próprio lateral, o clube está indo muito bem e na briga pelas competições europeias da temporada seguinte, realizando a maior campanha da História do time de Sivas.

### Aposentadoria
Em 6 de março de 2018, anunciou sua aposentadoria em uma coletiva no CT do São Paulo, sendo homenageado logo em seguida. Com a camisa tricolor, somada suas duas passagens, disputou 151 partidas e marcou 21 gols. Em outubro de 2020, Cicinho foi contratado pelo SBT, para ser um dos comentaristas do programa Arena SBT e das transmissões da Copa Conmebol Libertadores pela emissora. Cicinho ficaria na emissora até o dia 4 de março de 2025, quando decidiu não renovar com o SBT e assinou com a Band, passando a assumir a co-apresentação do Jogo Aberto, substituindo Denilson.

### Trabalhos na TV
| Ano          | Título      | Cargo           | Notas |
| ------------ | ----------- | --------------- | ----- |
| 2020-2025    | Arena SBT   | Comentarista    | SBT   |
| 2025-pesente | Jogo Aberto | Co-apresentador | Band  |

## Seleção Brasileira
Atuando pelo São Paulo, foi convocado por Carlos Alberto Parreira para defender a Seleção Brasileira, onde substituiu Cafu na disputa da Copa das Confederações. Cicinho participou diretamente em todos os gols brasileiros na goleada por 4 a 1 contra a Argentina, na final da competição. 
Cicinho disputou com o Brasil a Copa do Mundo de 2006, na Alemanha, onde foi reserva do capitão da seleção, Cafu. Disputou dois jogos: contra o Japão, o último da primeira fase, como titular e, contra a França, nas quartas-de-final, entrando no segundo tempo da partida em que o Brasil acabou sendo eliminado da competição, após derrota por 1 a 0, com gol de Thierry Henry. 
Entre 2005 e 2006, atuou em 15 partidas pela Seleção Brasileira, marcando 1 gol.

### Jogos pela Seleção Brasileira
| Nº | Data                   | Competição             | Local                 |        | Placar | Adversário          | Gols | Ref.   |
| -- | ---------------------- | ---------------------- | --------------------- | ------ | ------ | ------------------- | ---- | ------ |
| 1  | 27 de abril de 2005    | Amistoso               | São Paulo (Brasil)    | Brasil | 3 – 0  | Guatemala           | 0    | [ 16 ] |
| 2  | 16 de junho de 2005    | Copa das Confederações | Leipzig (Alemanha)    | Brasil | 3 – 0  | Grécia              | 0    | [ 17 ] |
| 3  | 19 de junho de 2005    | Copa das Confederações | Hanôver (Alemanha)    | Brasil | 0 – 1  | México              | 0    | [ 18 ] |
| 4  | 22 de junho de 2005    | Copa das Confederações | Colônia (Alemanha)    | Brasil | 2 – 2  | Japão               | 0    | [ 19 ] |
| 5  | 25 de junho de 2005    | Copa das Confederações | Nuremberg (Alemanha)  | Brasil | 3 – 2  | Alemanha            | 0    | [ 20 ] |
| 6  | 29 de junho de 2005    | Copa das Confederações | Frankfurt (Alemanha)  | Brasil | 4 – 1  | Argentina           | 0    | [ 21 ] |
| 7  | 6 de setembro de 2005  | Amistoso               | Sevilha (Espanha)     | Brasil | 1 – 1  | Sevilla             | 0    | [ 22 ] |
| 8  | 9 de outubro de 2005   | Eliminatórias da Copa  | La Paz (Bolívia)      | Brasil | 1 – 1  | Bolívia             | 0    | [ 23 ] |
| 9  | 12 de novembro de 2005 | Amistoso               | Abu Dhabi (Emirados)  | Brasil | 8 – 0  | Emirados            | 1    | [ 24 ] |
| 10 | 1 de março de 2006     | Amistoso               | Moscou (Rússia)       | Brasil | 1 – 0  | Rússia              | 0    | [ 25 ] |
| 11 | 30 de maio de 2006     | Amistoso               | Basileia (Suíça)      | Brasil | 8 – 0  | Lucerna (Combinado) | 0    | [ 26 ] |
| 12 | 4 de junho de 2006     | Amistoso               | Genebra (Suíça)       | Brasil | 4 – 0  | Nova Zelândia       | 0    | [ 27 ] |
| 13 | 22 de junho de 2006    | Copa do Mundo          | Dortmund (Alemanha)   | Brasil | 4 – 1  | Japão               | 0    | [ 28 ] |
| 14 | 1 de julho de 2006     | Copa do Mundo          | Frankfurt (Alemanha)  | Brasil | 0 – 1  | França              | 0    | [ 29 ] |
| 15 | 16 de agosto de 2006   | Amistoso               | Oslo (Noruega)        | Brasil | 1 – 1  | Noruega             | 0    | [ 30 ] |
| 16 | 3 de setembro de 2006  | Amistoso               | Londres (Reino Unido) | Brasil | 3 – 0  | Argentina           | 0    | [ 31 ] |
| 17 | 5 de setembro de 2006  | Amistoso               | Londres (Reino Unido) | Brasil | 2 – 0  | País de Gales       | 0    | [ 32 ] |

## Títulos
São Paulo
- Campeonato Paulista: 2005
- Copa Libertadores da América: 2005
- Mundial de Clubes da FIFA: 2005[33]

Real Madrid
- Campeonato Espanhol: 2006–07

Roma
- Copa da Itália: 2007–08
- Supercopa da Itália: 2007–08

Seleção Brasileira
- Copa das Confederações: 2005

## Premiações
- Líder em assistências do Campeonato Brasileiro: 2004 (13 assistências)
- Bola de Prata: 2005 pela Revista Placar
- Seleção da Copa Libertadores da América: 2005 pela CONMEBOL
- Seleção das Américas: 2004 e 2005 pela El País, Uruguai
- Terceiro melhor jogador das Américas: 2005 pela El País, Uruguai
- Melhor jogador do Brasil: 2005 pela El País, Uruguai
- Melhor Lateral do Brasileiro: Troféu Armando Nogueira: 2012 [34]
- Seleção da Super Liga Turca: 2014
- Seleção Mineira do Século XXI - Rádio CBN 106.1
- Líder em assistências da Super Liga Turca: 2014 (14 assistências)